# Partido Federalista (Francia)
El Partido Federalista (Parti fédéraliste, PF) es un partido político federalista francés que forma parte del Partido Federalista Europeo.

## Historia
El partido fue fundado en 1971 por Jean-Philippe Allenbach, y su principal líder es actualmente Yves Gernigon. Históricamente, el partido participó en las elecciones regionales de 2004, corriendo las listas en cuatro regiones. En Ile-de-France obtuvo el 2,51% de los votos, en asociación con la generación de Ecologistas. En 1998 las elecciones regionales obtuvieron entre 0,52% y 3,87% del total de sufragios. En las elecciones de 2004 del parlamento de la Unión Europea participó teniendo planillas en los ocho distritos electorales, obteniendo sus mejores resultados en la región Oriente de Francia y en Île-de-France con el 0,02% en cada una de las regiones. Después de no poder reunir los 500 avales necesarios para competir, Christian Chavrier, el líder del Partido Federalista en 2007, se unió a la Unión para la Democracia Francesa (UDF) y a François Bayrou, su candidato en las elecciones presidenciales de 2007.

## Principales propuestas
- Hacer de Europa una federación, teniendo como núcleo algunos países voluntarios que comparten la misma moneda.
- Redactar una constitución europea federalista.
- Elegir un Presidente europeo general bajo elecciones universales directas.
- Lograr una agenda en política extranjera común.
- Crear una Corte de Justicia federal.
- Crear un Estado mayor que se encargue de controlar un ejército único.